# Микароне (Пескара)
Микароне (итал. Micarone) је насеље у Италији у округу Пескара, региону Абруцо.
Према процени из 2011. у насељу је живело 64 становника. Насеље се налази на надморској висини од 215 м.